# Camagna Monferrato
Camagna Monferrato je italská obec v provincii Alessandria v oblasti Piemont.
K 31. prosinci 2011 zde žilo 521 obyvatel.

## Sousední obce
Casale Monferrato, Conzano, Cuccaro Monferrato, Frassinello Monferrato, Lu, Rosignano Monferrato, Vignale Monferrato